# Acacia fischeri
Acacia fischeri är en ärtväxtart som beskrevs av Hermann August Theodor Harms. Acacia fischeri ingår i släktet akacior, och familjen ärtväxter. Inga underarter finns listade i Catalogue of Life.